# Abram Bergson
Abram Bergson właśc. Abram Burk (ur. 21 kwietnia 1914 w Baltimore, zm. 23 kwietnia 2003 w Cambridge) – amerykański ekonomista i sowietolog.

## Życiorys
Pochodził z rodziny żydowskiej z Baltimore; zmienił nazwisko z Burk na Bergson by podkreślić swoje żydowskie pochodzenie. Był absolwentem Uniwersytetu Johnsa Hopkinsa. Doktorat uzyskał w 1940 na Uniwersytecie Harvarda. W latach 1940–1942 wykładał na Uniwersytecie Teksańskim w Austin. W okresie II wojny światowej był pracownikiem Office of Strategic Services; uczestniczył w konferencji poczdamskiej. W latach 1946–1956 profesor Uniwersytetu Columbia, następnie od 1956 Uniwersytetu Harvarda. W latach 1964–1970 kierował Russian Research Center Harvard University.

## Wybrane publikacje
- Structure of Soviet Wages, 1944.
- Soviet National Income and Product in 1937, 1950.
- Essays in Normative Economics, 1966.